# Karpansaari (ö i Norra Karelen)
Karpansaari är en halvö i Finland. Den ligger i sjön Täitimenjärvi och i kommunen Rääkkylä i den ekonomiska regionen  Mellersta Karelens ekonomiska region  och landskapet Norra Karelen, i den sydöstra delen av landet, 300 km nordost om huvudstaden Helsingfors.